# جایزه لسکر
جایزه لسکر (به انگلیسی: Lasker Award) از جایزه‌های مهم رشته‌های علوم پزشکی در جهان است. این جایزه توسط بنیاد لسکر که توسط آلبرت لسکر و همسرش مری لسکر تأسیس شد، اعطا می‌شود.
از ۱۹۴۶ تا کنون، این جایزه هرساله در ۴ زمینه در علوم بهداشت اعطا می‌شود. برخی از جایزه لسکر با عنوان «نوبل آمریکا» نام برده‌اند. جایزه لسکر در سالهای اخیر توسط برخی به عنوان شاخصی احتمالی برای پیش‌بینی جوایز نوبل آینده دیده شده‌است. هشتاد و شش نفر از برندگان جایزه لسکر، از جمله ۳۲ نفر در دو دهه اخیر، برنده جایزه نوبل شده اند.

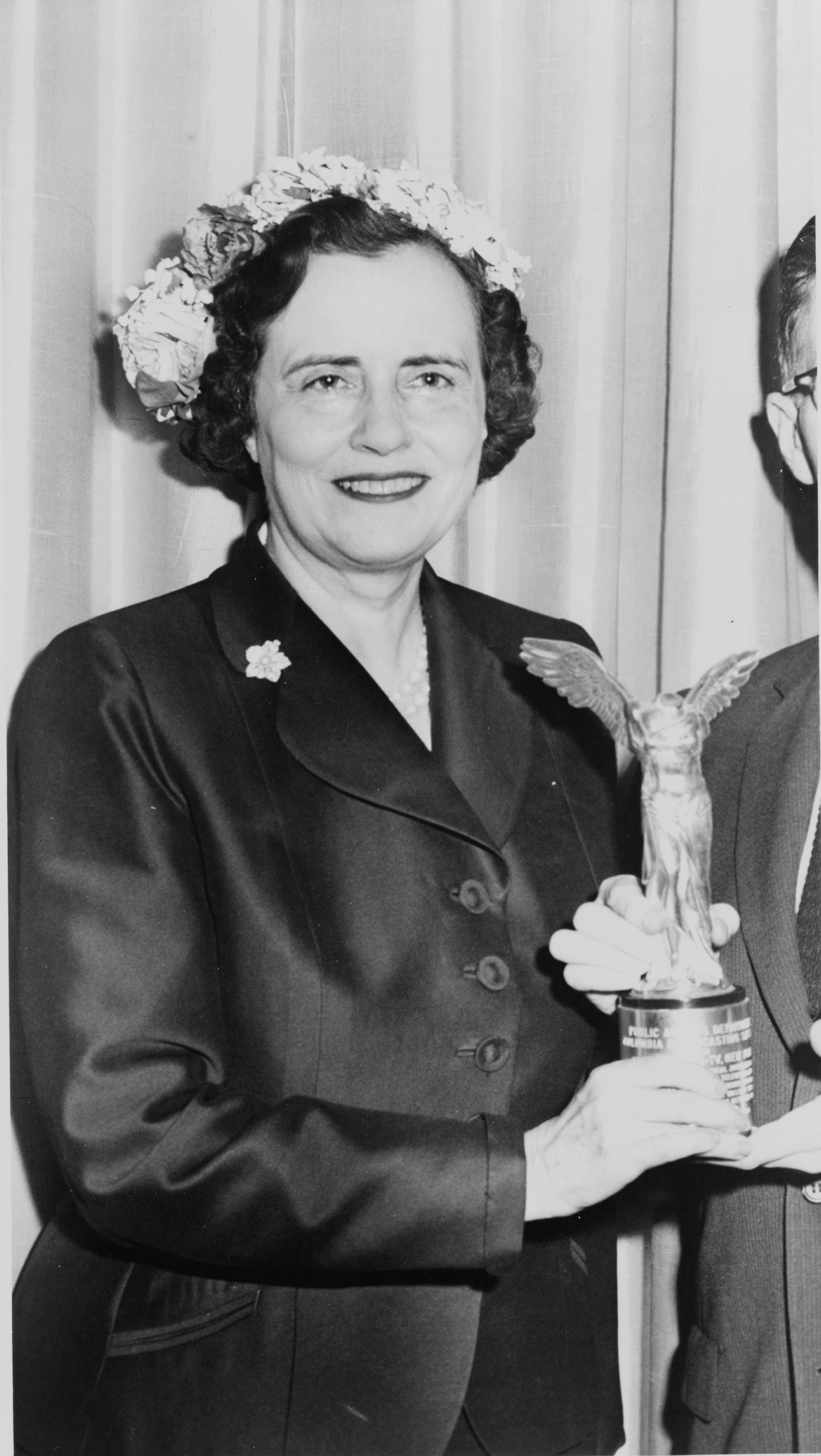
جایزه لسکر به افتخار ماری لسکر نامگذاری شده‌است.